# Gudmundrå kyrka
Gudmundrå kyrka är en kyrka i Kramfors, församlingskyrka i Gudmundrå församling i Härnösands stift.
Kyrkan är byggd på en höjd öster om platsen för en äldre medeltida stenkyrka vid Kyrkviken. Kyrkan uppfördes under ledning av byggmästare Simon Geting, påbörjades år 1799 och invigdes den 27 september 1801. Vid två tillfällen, 1911–1912 och 1951, har kyrkan restaurerats.
Mitt över kyrkobyggnadens gårdsplan är den mindre kyrkan Mariakapellet belägen, tillkommen 1935, som gjordes handikappanpassad och innehar bland annat ett krematorium. 1980 byggdes Gudmundrå församlingshem invid Kramfors centrum, en kilometer nordväst om kyrkan.

## Medeltida rester
Den föregående kyrkan kan av dess plantyp dateras till omkring år 1200, den första uppförda kyrkan i Gudmundrå socken (det äldsta skriftliga belägget är från 1314), som idag enbart består av en ruin som grävdes fram för restaurering 1937–1938. Denna var en strandkyrka belägen på gammal sjöbotten som inte tålde det tryck som murarna utgjorde, och enligt gamla protokoll orsakade detta sprickor i murarna och ett ständigt underhållsarbete. Istället för en riskfylld utbyggnad, när folkmängden i socknen hade fördubblats, beslöts bygge av en ny kyrka.  
När nuvarande kyrka byggdes togs sten från den gamla som därefter övergavs helt och fick förfalla, som också hade separat tempel intill sig vars rester grävdes fram 1983 av Hembygdsföreningen. Vid utgrävningarna hittades även tre sällsynta pilgrimsmärken från Vadstena, som tros ha ursprung från 1400-talet. Dessutom påträffades 357 mynt, där det äldsta ska ha varit från 1100-talet.

## Inventarier
- 1824–1825 försågs kyrkan med ny predikstol, altartavla och förgyllning utfört av bildhuggaren Jonas Edler och målaren Pehr Sundin.
- Den medeltida dopfunten, från den gamla kyrkan, har engelskt ursprung och är den enda kända från denna tid. Denna byttes ut mot en ny i och med en renovering av interiören under våren 2015.
- I tornet hänger tre klockor, vilket är ovanligt många för en landsortskyrka.

Orgel
- 1911 byggde E. A. Setterquist & Son, Örebro, en orgel med 16 stämmor fördelade på två manualer och särskild pedal.
- 1998 byggdes nuvarande orgel med 35 stämmor av Johannes Menzel Orgelbyggeri AB, Härnösand, och blev invigd 1998.

## Galleri

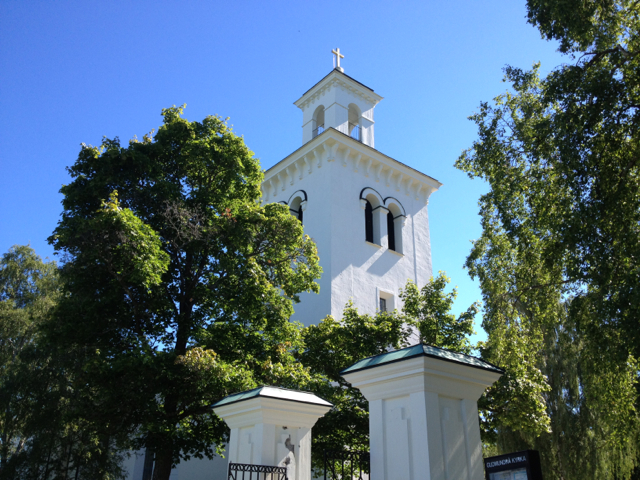
Kyrktornet.
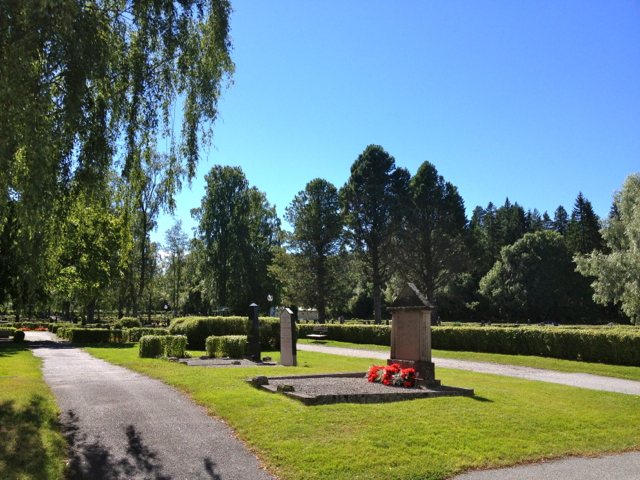
Kyrkogården.
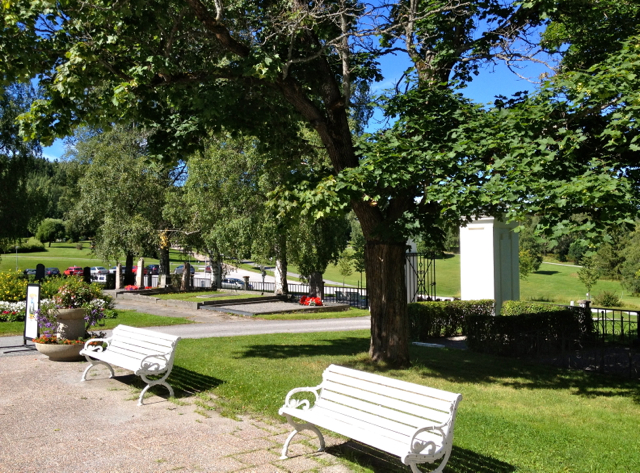
Kyrkogårdens entré.
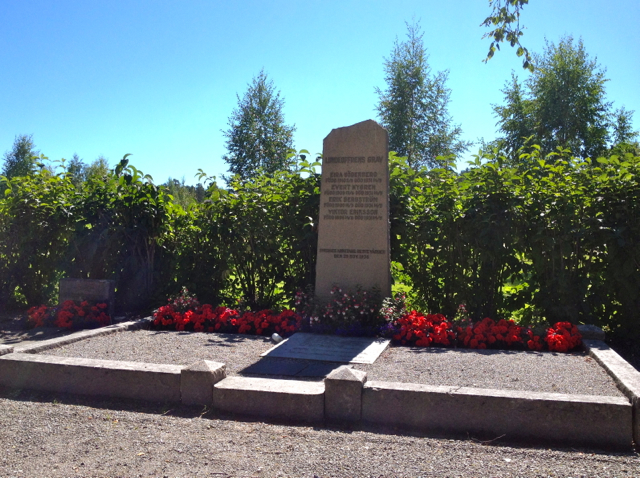
Begravningsplats för fyra av dödsoffren vid Ådalshändelserna 1931.
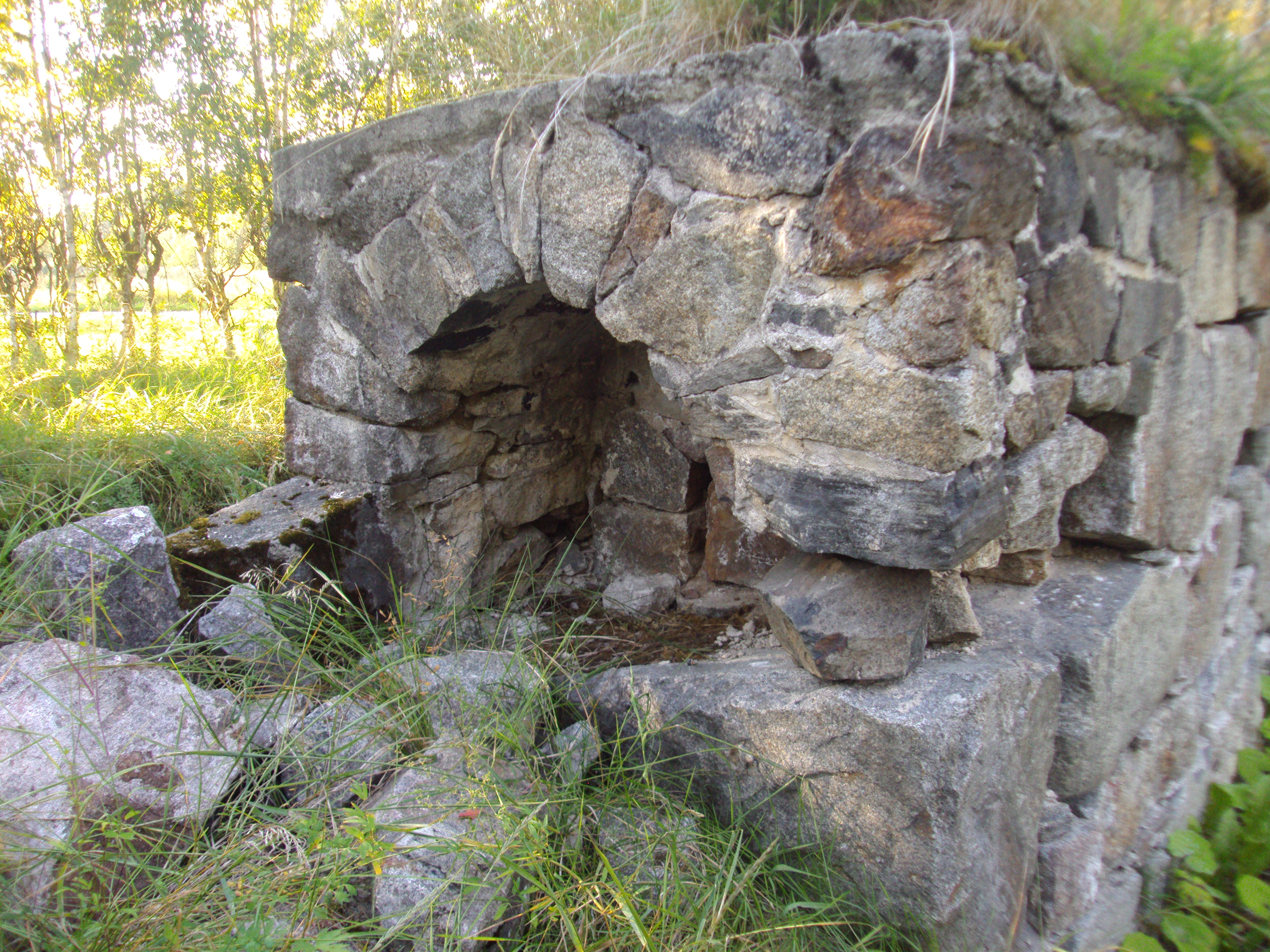
Del av den föregående kyrkans ruin, som var en av ett antal medeltida kyrkor i Ådalen. Dess tillhörande ödekyrkogård inkluderar en minnessten efter Christoffer Kramm (1690–1752), som låg bakom den framgångsrika sågverksepoken i Kramforstrakten.